# No Return
No Return est un groupe de thrash et death metal français, originaire de Mériel, dans le Val d'Oise. Formé en 1989, le groupe figure parmi les précurseurs de la scène thrash et death.
No Return enregistre son premier album studio, intitulé Psychological Torment (1990) en Allemagne, en compagnie du batteur de Coroner, Marky Marquis, puis un deuxième album, intitulé Contamination Rises (1992) aux Morrison Studios de Tampa, Floride.

## Biographie

### Débuts (1984–1994)
Le groupe est initialement formé en 1984 à Mériel, dans le val d'oise sous le nom d'Evil Power,. Sous ce nom, le groupe enregistre et publie une démo intitulée First Invasion en 1987 et participe à la compilation Thrashing Rage Vol.I. Ils changent de nom pour No Return en 1989.
No Return enregistre son premier album studio, intitulé Psychological Torment (1990) en Allemagne, en compagnie du batteur de Coroner, Marky Marquis, puis un deuxième album, intitulé Contamination Rises (1992) aux Morrison Studios de Tampa, Floride, qu’il aura l’occasion de promouvoir lors de concerts en compagnie de Coroner, Napalm Death et Sepultura. 

### DeSeasons of SoulàManipulated Mind(1995–2009)
En 1992, le groupe assiste au départ du chanteur Phil Ordon, qui est remplacé par Tanguy, avec lequel ils enregistrent l’album Seasons of Soul (1995), et l'EP Red Embers (1997), au studio des Forces Motrices à Genève, en Suisse, avec le producteur David Weber (Young Gods, Lofofora, Treponem Pal), avant de partir à son tour. Sous cette formation, No Return prend part à la tournée Brutal Tour en compagnie des grands groupes français du moment Massacra, Loudblast et Crusher. L'intérim sera assuré par Laurent Plainchamp (ex Art Sonic, Kristendom) avant que le chanteur Steeve Petit (futur Zuul FX) ne rejoigne le groupe pour l’enregistrement de Self Mutilation (1999). La formation est vite complétée par l’arrivée d’un second guitariste, Benoît Antonio, et d’un sampler, Malko Pouchin. Cette légère réorientation vers un son plus brutal, et l’apport de samples, permet au groupe une reconnaissance au niveau européen.
Machinery, publié en 2002, poursuit la lignée thrash-death brutal, mais se révèle plus mélodique et plus abouti. La signature sur le label allemand Nuclear Blast lui permet d’être distribué à l’échelle mondiale. La bassiste Olivia intègre le groupe à cette époque, qui se produit devant plusieurs milliers de spectateurs en compagnie de groupes d’envergure internationale lors de festivals européens comme le Summer Breeze Open Air en Allemagne, ou le Hole in the Sky Fest en Norvège.
C’est un groupe à l’effectif renouvelé, avec le guitariste Alain Clément comme seul survivant de la formation origine, qui enregistre l’éponyme No Return (2006) chez Season of Mist avec Moreno Grosso derrière le micro pour la première fois. Le batteur Dirk Verbeuren (Scarve, Soilwork) assure l’intérim en l’absence de batteur officiel. En 2007, le groupe s'enrichit d'un batteur permanent (ex-Korum) en la personne de Boban, et d'un bassiste David Barbosa (Untuned, Les Frères Barbosa). La formation se bonifie encore avec l'arrivée de Nicolas Coudert (ex-Korum, 7th Nemesis) à la guitare et donne naissance à un nouvel album un an après, Manipuled Mind en 2008.

### Nouveaux albums (depuis 2010)

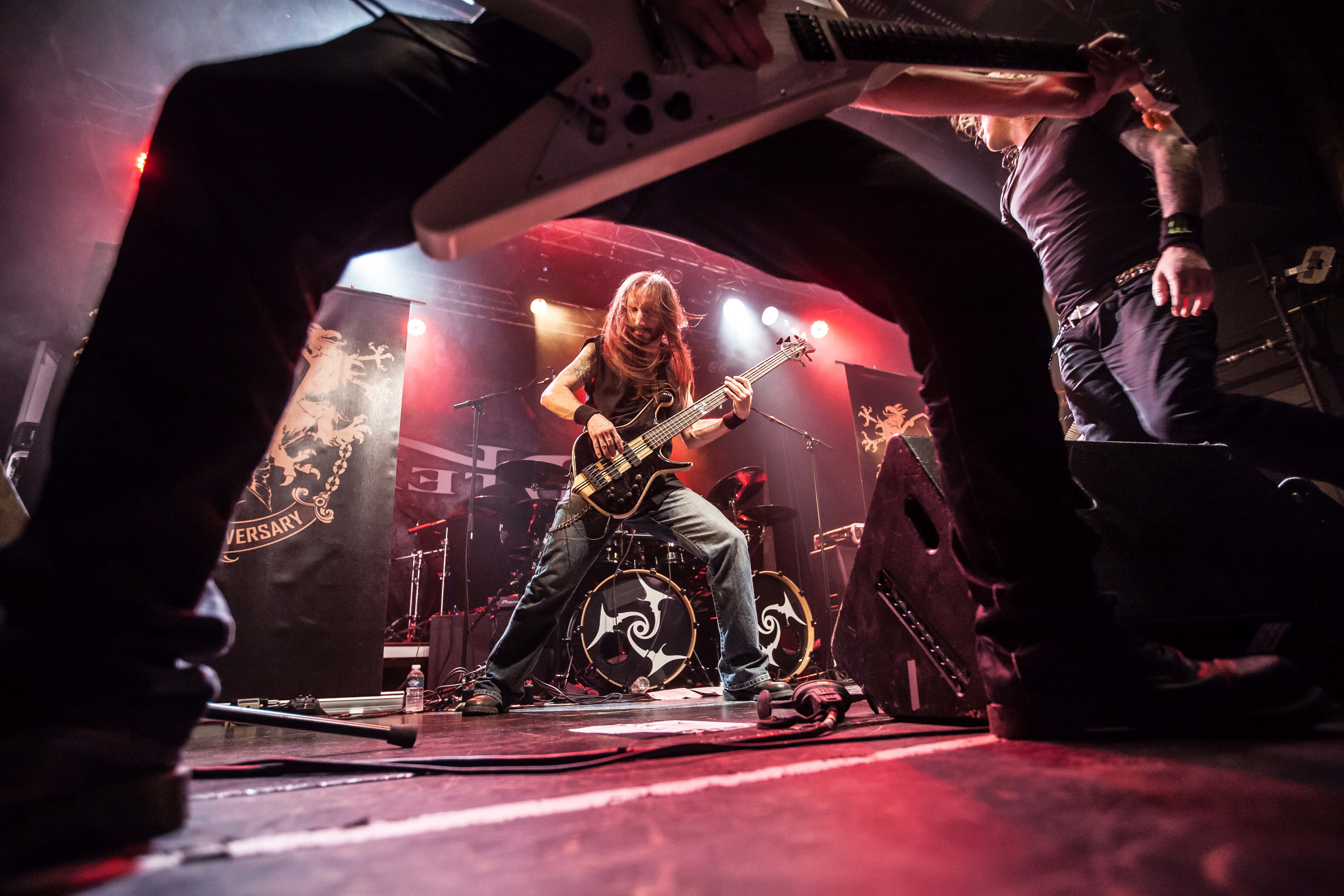
No Return, aux Trinitaires de Metz, en France, le 24 janvier 2014.

En avril 2010, Moreno Grosso (ex-Celtic Blood) annonce la fin de son aventure au sein de No Return, et c'est en aout que le groupe annonce L. Chuck D au micro. À la fin de 2013, Mick (ex-Destinity ; chant), Jérôme Point-Canovas (ex-Sonny R3D, ex-E-Force, Angher ; guitare) et Joël Barbosa (batterie), rejoignent No Return. Le groupe célèbre ses 25 années d'existence courant 2014 lors d'une grande série de dates à travers toute la France. Au cours de l'été 2014, le groupe enregistre son tout nouvel album au très célèbre Hansen Studios, au Danemark, et signe un contrat avec Mighty Music pour une sortie mondiale. L'album, intitulé Fearless Walk to Rise, est annoncé et publié le 30 mars 2015. Le groupe réalisera une tournée européenne aux côtés de Dew-Scented et Angelus Apatrida ainsi qu'une tournée française avec Mercyless. Il participe également à de nombreux festivals tels que le Hellfest, à Clisson.
En novembre 2015, No Return annonce sur sa page Facebook que son guitariste Jérôme Point-Canovas quitte le groupe,, il sera remplacé par Geoffroy Lebon (ex-Ashura) en février 2016, le groupe repartira sur les routes Européennes et finira la promo du dernier album en date Fearless Walk to Rise avec Onslaught et Mors Principium Est au cours du mois de septembre 2016.
En février 2017, No return repart au Hansen studio enregistrer son nouvel album The Curse Within. Le label danois Mighty music annonce la sortie pour novembre 2017.
Début 2020, Mick Caesare (DESTINITY - chant) annonce son départ après 2 albums, il est remplacé par Steeve « Zuul » Petit, déjà membre comme chanteur de 1999 à 2003, il quittera à nouveau son poste en Janvier 2023, remplacé par le retour de Moreno Grosso.

## Membres

### Membres actuels
- Alain « Al1 » Clément - guitare (depuis 1989)
- David Barbosa - basse (depuis 2007)
- Joël Barbosa - batterie (depuis 2013)
- Geoffroy Lebon - guitare (depuis 2016)
- Moreno Grosso - chant (2003-2010, depuis 2023)

### Anciens membres
- Mick Caesare - chant (2013-2020)
- Didier le Baron - batterie (1989-2004)
- Laurent Janault - basse (1989-1997)
- Eric le Baron - guitare (1989-1993)
- Philippe Ordon - chant (1989-1992)
- Tanguy Bourgeois - chant (1992-1998)
- Laurent Plainchamp - chant (1998-1999)
- Olivier Herol - basse (2000-2001)
- Malko Pouchin - claviers (2000-2003)
- Olivia Scemama - basse (2001-2004)
- Benoit « Ben » Antonio - guitare (2001-2007)
- Loïc Colin - basse (2004-?)
- Jiu - basse (2004-2006)
- Boban Tomic - batterie (2004-2013)
- Nicolas Coudert - guitare (2007-2013)
- L. Chuck D. - chant (2010-2013)
- Jérôme Point-Canovas - guitare (2013-2015)
- Steeve « Zuul » Petit - chant (1999-2003, 2020-2022)

## Discographie

### Albums studio
- 1990 : Psychological Torment
- 1992 : Contamination Rises
- 1995 : Seasons of Soul
- 2000 : Self Mutilation
- 2002 : Machinery
- 2006 : No Return
- 2008 : Manipulated Mind
- 2012 : Inner Madness
- 2015 : Fearless Walk to Rise
- 2017 : The Curse Within
- 2022 : Requiem

### Autres
- 1990 : Vision of Decadence (démo)
- 1997 : Red Embers (EP)
- 2013 : Psychological Contamination (compilation)